# Ga Cầu Tú Lãng
Ga Cầu Tú Lãng là ga trên Tuyến vòng thuộc Hệ thống đường sắt đô thị Đài Bắc. Nhà ga mở cửa vào ngày 31 tháng 1 năm 2020. Nó nằm ở Trung Hòa, Tân Bắc, Đài Loan, cạnh bờ sông Tân Điếm.

## Bố trí ga
|    |                           |                                                               |
| 5F | Tầng kết nối              | Sân ga-Hành lang kết nối                                      |
| 4F | Tầng ke ga                | Nhà vệ sinh (trong khu vực bán vé)                            |
| 4F | Ke ga, cửa sẽ mở bên phải |                                                               |
| 4F | Ke ga 1                   | ← Tuyến vòng hướng đi Khu công nghiệp Tân Bắc (Y10 Cảnh Bình) |
| 4F | Ke ga 2                   | → Tuyến vòng hướng đi Đại Bình Lâm (Y08 Thập Tứ Trương) →     |
| 4F | Ke ga, cửa sẽ mở bên phải |                                                               |

| 2F        | |
| Phòng chờ | Hành lang, quầy thông tin, bán máy vé tự động, cổng thu vé 1 chiều, nhà vệ sinh (ngoài khu vực bán vé) |

| Đường đi | Tầng trệt | Lối ra/vào |

## Lối thoát
- Lối thoát 1: đường Thành Công (成功路) (Cầu Tú Lãng)
- Lối thoát 2: Số 3 đường Tú Lãng (秀朗路), đường Cảnh Bình (景平路)